# Aljoša Matko
Aljoša Matko (Novo Mesto, 29 de marzo de 2000) es un futbolista esloveno que juega en la demarcación de delantero para el Újpest FC de la Nemzeti Bajnokság I.

## Selección nacional
Hizo su debut con la selección absoluta de Eslovenia el 6 de junio contra Luxemburgo en un partido amistoso que finalizó con un resultado de 0-1 a favor del combinado esloveno tras un gol de Tamar Svetlin.

## Clubes
| Club                           | País      | Año       | Partidos | Goles |
| ------------------------------ | --------- | --------- | -------- | ----- |
| NK Bravo (cedido)              | Eslovenia | 2019-2020 | 34       | 13    |
| NK Maribor                     | Eslovenia | 2020-2021 | 34       | 7     |
| Hammarby Fotboll               | Suecia    | 2021-2022 | 14       | 2     |
| NK Olimpija Ljubljana (cedido) | Eslovenia | 2022      | 15       | 1     |
| NK Celje                       | Eslovenia | 2022-2025 | 121      | 51    |
| Újpest FC                      | Hungría   | 2025-     |          |       |